# 福井県立武生商業高等学校
福井県立武生商業高等学校（ふくいけんりつ たけふしょうぎょうこうとうがっこう、英: Fukui Prefectural Takefu Commercial High School）は、かつて福井県越前市家久町にあった公立の商業高等学校。福井県立武生工業高等学校と統合して福井県立武生商工高等学校となり、2022年（令和4年）3月末に閉校した。通称は「武商（たけしょう、ぶしょう）」。校舎は福井県立武生商工高等学校商業キャンパスとして利用されている。

## 設置学科
- 商業科
- 情報処理科
- 情報ビジネス科

## 校歌
作詞：高木市之助、作曲：諸井三郎

## 教育方針
- 自分で考え、自分を生かそう。
- 力をつくして困難ととり組もう。
- はげまし合い、たすけ合っていこう。

## 学校行事
- 9月に文化祭、体育祭が行われる。
- 10月末には、全国でも珍しい生徒が中心になって仕入れから販売まで行う「武商デパート」が行われる。生徒は、武商デパートの従業員でもあり、株主でもある。武商デパートには毎年多くの来場があり、17回を迎えた2007年（平成19年）には約4000人が来場。毎年、1月2月頃に株主総会が行われ、営業成績、売上などの報告が本物さながら行われる。前日には、県庁などでも支店として出張する形で行われており大盛況である。
- 第15回武商デパートは「第20回国民文化祭・ふくい2005」が例年の開催日にも行われていたため11月6日に行われた。

## 武商デパート
正式な会社名は「武商デパート株式会社」である。1990年（平成2年）から始まった武商デパートは3年生から36人ほどが課題研究という授業の一つとして選び実行委員となるものである。
主な役職は、社長、副社長、営業部長、総務部長、特設部長や、サービス、販売促進、営業、庶務用度、会場設営、経理、特設一課、特設二課　特設三課などの課長がある（以前は庶務と用度は別々であった）。
また、営業課の中にインテリア、スポーツ、おもちゃ、花・植木、漬物・海産物、和菓子、特産物、鞄、ケーキ、パン、お菓子、靴・雨具、乾物、洋服、青果、陶器売り場が存在する。
生徒の人事配置は庶務用度課課長が行う。
当校の生徒は、武商デパートの際は従業員でもあり、また株主でもある。入学の時に1人1000円を払い、卒業時に返還となる。武商デパート株式会社の発行株数は8000株で、当校の生徒と教員で500株を所有する。残りの1500株は社長保有となる。よって会社法により、もし、生徒及び教員が全員は議決に反対しても51%以上の株数を持っている社長の採決が決定となる。
なお、定款は以下の通りである。
- 第1章　総則
  - 第1条　当会社は、武商デパート株式会社と称する　
  - 第2条　当会社は、実習を目的をして、次の業務を行う
    - 1. 各種商品の受託販売その他
    - 2. 前号に附帯する業務

  - 第3条　当会社は本店を福井県武生市家久町24　福井県立武生商業高等学校内に置く
  - 第4条　当会社の公告は、福井県立武生商業高等学校内において発行する「武商新聞」に掲載してこれを行う
- 第2章　株式
  - 第5条　当会社の発行する株式の総数は8000株とし、1株の金額を1000円とする
  - 第6条　当会社の株主に対しては、取締役会の定めるところによって新株引受権を与えることができる
  - 第7条　当会社設立に際して発行する株式総数は2000株とし、これを額面株のみとする
  - 第8条　当会社の株式はすべて記名式とし、1株券の1種とする。ただし、無議決権株式については、その種類を別に定める
  - 第9条　新入生及び新任職員は、それぞれ入学・赴任と同時に全員が1人1株の出資を行う
  - 第10条　株主は、氏名及び住所を当会社に届けなければならない
  - 第11条　株主の名義書換は、毎営業年度終了の翌日より当該年度における定時株主総会の終結の日までこれを停止する
- 第3章　株主総会
  - 第12条　当会社の定時株主総会は1月に招集し、臨時株主総会は必要におうじてこれを招集する　総会は取締役会の決議に基づき社長が招集する　社長事故あるときは、取締役会の定めた順序により他の取締役がこれに当たる
  - 第13条　総会の議長は社長がこれに任じ、社長事故あるときは副社長これに任ずる
  - 第14条　総会の決議は、法令に別段の定めある場合を除く外、発行済株式総数の過半数に当たる株式を有する株主が出席し、その議決権の過半数を以ってこれを決定する　ただし、可否同数なるときは議長これを決する
  - 第15条　株主は、他の出席株主に委託し、その議決権を行うことができる　ただし、委任状を以って代理権を証明しなければならない
  - 第16条　総会における議事の経過の要領及びその結果はこれを議事録に記載し、議長並びに総会に出席した取締役がこれに署名しなければならない
- 第4章　役員
  - 第17条　当会社に取締役18名以内、監査役2名以内を置く
  - 第18条　取締役及び監査役は、株主総会においてこれを選任する
  - 第19条　取締役に任期は1年とする
  - 第20条　取締役又監査役に欠員が生じた場合、その補欠選挙は行わない　ただし業務に支障がある場合はこの限りにあらず
  - 第21条　取締役は、取締役会を組織し社務に関する重要事項を決議する　取締役会は、取締役の中より社長1名・副社長1名・業務取締役2名を選任しなければならない　取締役会の議長は社長これを任ずる　社長・副社長および業務取締役は会社を代表する　社長は社務を総括し、副社長は社長の補佐して業務を執行する
  - 第22条　取締役会の決議は、取締役の3分の2以上出席し、その取締役の過半数を以ってこれを行う　ただし、可否同数なるときは議長これを決する
  - 第23条　取締役会の経過の要領及びその結果はこれを議事録に記載し、出席した取締役がこれに署名しなければならない
  - 第24条　監査役は、当会社の財産状況を監査する
  - 第25条　取締役及び監査役の報酬は無報酬をする
- 第5章　計算　
  - 第26条　当会社の事業年度は毎年1月1日より12月31日までとし、毎事業年度の終りにおいて決算を行う
  - 第27条　毎事業年度の利益金は、次のとおりこれを処分する
    - 1. 利益準備金　金銭による配当額の10分の1
    - 2. 任意積立金　若干
    - 3. 株主配当金　若干
    - 4. その他必要と認めた事項（武商デパート関連事業で）
    - 5. 次期繰越金　若干

  - 第28条　株主配当金は、毎決算期日現在の株主に交付するものとする
- 第6章　附則
  - 第29条　本定款の効力は、平成7年1月1日より生じる
  - 第30条　当模擬株式会社は、福井県立武生商業高等学校生徒の実習を目的とする　従ってすべて武商デパート実行委員会の指導監督のもとに経営する　又定款その他の規則の改廃は、学校長の承認を受けなければならない
  - 第31条　取締役・監査役候補者選出については、毎年12月取締役会の定めるところに従って生徒選挙管理委員会が行う
  - 第32条　当会社は、卒業・退学・転任・退職の外は生徒・職員相互間で株式の譲渡することができない
  - 第33条　積立金を資本金に組み入れた株式については、これを無議決権株式をする

## 沿革
- 1965年（昭和40年）
  - 1月 - 福井県立武生商業高等学校事務所を武生市村国町の福井県立武生高等学校内に設置（武生高校商業科から分離独立）。
  - 4月 - 武生市家久町地区内に新築中の第1期工事完了完了につき移転し開校。校章制定。
  - 11月 - 北校舎完成（第2期工事）。
- 1966年（昭和41年）6月 - 校旗制定。
- 1967年（昭和42年）
  - 1月 - 講堂兼体育館完成（第3期工事）。
  - 3月 - 本館完成（第3期工事）。
  - 11月 - 校舎落成式挙行。
- 1969年（昭和44年）8月 - ブロック塀新設、ヒマラヤ杉植樹。
- 1970年（昭和45年）
  - 7月 - プール完成。
  - 12月 - 校門完成。
- 1973年（昭和48年）
  - 2月 - 武道館完成。
  - 3月 - クラブハウス完成。
- 1979年（昭和54年）
  - 4月 - 特別管理教棟（図書・情報）完成。
  - 10月 - 礼法室完成。
- 1984年（昭和59年）4月 - 福井県社会福祉協力校（福井県社会福祉協議会指定）。
- 1986年（昭和61年）
  - 3月 - 第2体育館完成。
  - 4月 - 情報処理科設置。
- 1987年（昭和62年）3月 - 情報処理施設完成（改造工事）、情報処理施設更新（ACOS・PC-Semi）。
- 1989年（平成元年）4月 - 特色ある学校づくり推進モデル校（福井県指定）。
- 1991年（平成3年）
  - 4月 - 新教育課程推進研究校（福井県指定）。
  - 11月 - 第1回武商デパート開催。
- 1992年（平成4年）
  - 4月 - 情報ビジネス科設置。
  - 5月 - 学校週五日制研究協力校（文部省指定）。
- 1995年（平成7年）3月 - 本館リフレッシュ工事完成。
- 1996年（平成8年）3月 - 北校舎リフレッシュ工事完成。
- 1997年（平成9年）3月 - 第1体育館リフレッシュ工事完成。
- 1999年（平成11年）4月 - 先進的教育用ネットワークモデル地域事業（文部省指定）。
- 2002年（平成14年）4月 - 次世代ITを活用した未来型教育研究開発事業（文部科学省指定）。
- 2005年（平成17年）4月 - 北校舎普通教室冷房設備設置、2005年金融教育研究校（福井県金融広報委員会指定）。
- 2006年（平成18年）4月 - 福井県学校評価モデル校（県指定）。
- 2007年（平成19年）4月 - 命の大切さを学ばせる体験活動推進校（文部科学省指定）。
- 2008年（平成20年）4月 - 福井県社会福祉協力校（福井県社会福祉協議会指定）。
- 2015年（平成27年）10月 - 第25回武商デパート開催（丹南運動総合体育館）。
- 2016年（平成28年）3月 - 校舎全面耐震工事完成。
- 2017年（平成29年）
  - 1月 - キャリア教育優良校文部科学省表彰。
  - 5月 - 全国商業高等学校校長協会学校表彰。
- 2020年（令和2年）4月 - 福井県立武生工業高等学校と統合して福井県立武生商工高等学校を新設（統合後は福井県立武生商工高等学校商業キャンパスとなっている）。
- 2022年（令和4年）
  - 3月2日 - 最後の卒業式（卒業生127人）、閉校式[1]。
  - 3月31日 - 閉校。

## 部活動
部活動においては、フェンシング部は、インターハイの常連であり、五輪候補の選手も輩出している。
バドミントン部がインターハイの出場を決めるなど、強豪チームの仲間入りを果たそうとしている。
野球部においては、春夏共に福井県の地方予選でベスト4が最高成績となっており、春の高校野球選手権において、
21世紀枠の候補にも挙がった実績がある県内の強豪校である。
男子サッカー部も県ベスト4、硬式テニス部も過去にインターハイ出場の実績がある。
運動部が10部、文化部が９部あり、商業高校ならではの商業研究部がある。
吹奏楽部も小編成として中部日本吹奏楽コンクールで文部科学大臣奨励賞、東日本学校吹奏楽大会で第1位金賞、全日本アンサンブルコンテストで銀賞などの受賞歴がある。近年は部員が増え大編成となり、中部日本吹奏楽コンクールで文部科学大臣奨励賞、全日本高等学校選抜吹奏楽大会（浜松市）に連続出場、2013年（平成25年）より全日本吹奏楽コンクールにも連続出場している。
- 運動部 - フェンシング（男・女）、卓球（男・女）、バレーボール（女）、バドミントン（女）、野球、サッカー、テニス（男・女）、バスケットボール（女）、ソフトボール（女）
- 文化部 - 商業研究、写真、ワープロ、JRC、美術、吹奏楽、書道、調理、新聞、茶華道

## アクセス
- 福井鉄道福武線家久駅 徒歩約15分

## 著名な卒業生
- 吉川真史 - ファッションデザイナー
- 根谷美智子 - 声優
- 桂美人 - 作家
- 大槻真希 - 歌手
- 田地香織 - 気象予報士
- 黒田まみ - モデル、ダンスボーカル
- 中野希望 - フェンシング選手
- 見延和靖 - フェンシング選手
- 徳南堅太 - フェンシング選手
- 青木千佳 - フェンシング選手